# 披针叶厚喙菊
披针叶厚喙菊（学名：Dubyaea lanceolata）是菊科厚喙菊属的植物，是中国的特有植物。分布于中国大陆的云南、四川等地，生长于海拔3,200米至3,500米的地区，见于高山草甸或松林下，目前尚未由人工引种栽培。